# Uchida Ginzō

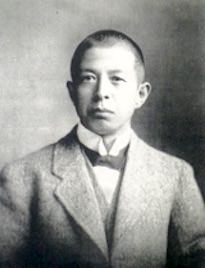
Uchida Ginzō

Uchida Ginzō (japanisch 内田 銀蔵; geboren 4. März 1872 in Senju Tokio; gestorben 22. Juli 1919 in Kyōto) war ein japanischer Historiker der Meiji- und Taishō-Zeit mit dem Schwerpunkt Wirtschaftsgeschichte.

## Leben und Wirken
Uchida Ginzō war der Sohn eines Süßwasserfischgroßhändlers in Senju (千住町). Er begann ein Studium an der Tōkyō semmon gakkō (東京専門学校), der Vorläufereinrichtung der Waseda-Universität, wechselte dann zur Kaiserlichen Universität Tokio, an der er 1896 sein Studium abschloss. 1899 wurde er Dozent an seiner Alma Mater und ging von 1902 bis 1906 zur Weiterbildung nach Europa. Während dieser Zeit verfasste er seine Doktorarbeit unter dem Titel Wagakuni chūko no handenshūju-hō oyobi kinji made honpō tokorodokoro ni sonzai seshi denchi teiki warikae ni tsukite (我国中古の班田収授法及近時まで本邦所々に存在せし田地定期割替に就きて) – „Über die Entwicklung der Landerwerbsmethode aus zweiter Hand in Japan und die Wechselnutzung von Reisfeldern, die es bis in die Gegenwart an verschiedenen Orten in Japan gab“. 1906 wurde er Professor an der Kaiserlichen Universität Kyōto und beteiligte sich an der Gründung der Fakultät für Geschichte. Mit dem Ziel, sich von der historischen Forschung an der Universität Tokio zu lösen, entwickelte er neue Gebiete der historischen Theorie und Philosophie und etablierte die moderne japanische Geschichte als Fachgebiet.
Uchida hatte einen soliden akademischen Hintergrund, spezialisierte sich auf japanische Wirtschaftsgeschichte, untersuchte den Übergang des Landsystems und die wirtschaftliche Entwicklung aus einer welthistorischen Perspektive. Seine Arbeit hatte das Potenzial, sich zu einer Kulturgeschichte zu entwickeln.
1918 besuchte Uchida die Vereinigten Staaten und Europa. Kurz nach seiner Rückkehr nach Japan verstarb er. Sein Grab befindet sich am Tempel Seiryō-ji (清亮寺) in Ayase, Bezirk Adachi, Tokio.
Uchidas Schriften wurden als Vollständige Manuskripte von Ginzo Uchida (内田銀蔵遺稿全集) mit Anmerkungen und Kommentaren des Historikers Miyazaki Michio (宮崎 道生; 1917–2005) herausgegeben. Von Uchida gibt es Geschichte Japans der Neuzeit (日本近世史, Nihon kinsei-shi) 1903 und Japans der Neuzeit (近世の日本, Kinsei no Nihon) 1919.